# Condado de Washington (Rhode Island)
El condado de Washington (en inglés: Washington County) fundado en 1729, es un condado en el estado estadounidense de Rhode Island. En el 2000 el condado tenía una población de 123 546 habitantes. El condado no tiene sede del condado.

## Geografía
Según la Oficina del Censo, el condado tiene un área total de 1458 km² (562,9 mi²), de la cual 862 km² (332,8 mi²) es tierra y 596 km² (230,1 mi²) (40.87%) es agua.

## Demografía
Según el censo en 2000, hubo 123,546 personas, 46,907 hogares, y 32,037 familias residiendo en el condado. La densidad poblacional era de 143 km² (55,2 mi²). En el 2000 había 56,816 unidades unifamiliares en una densidad de 66 km² (25,5 mi²). La demografía del condado era de 94.82% blancos, 0.92% afroamericanos, 0.93% amerindios, 1.50% asiáticos, 0.02% isleños del Pacífico, 0.46% de otras razas y 1.35% de dos o más razas. 1.44% de la población era de origen hispano o latino de cualquier raza. 92.8% de la población hablaba inglés, 1.8% español en casa como lengua materna. 
La renta per cápita promedia del condado era de $53,103, y el ingreso promedio para una familia era de $64,112. En 2000 los hombres tenían un ingreso per cápita de $43,956 versus $30,659 para las mujeres. El ingreso per cápita para el condado era de $25,530 y el 7.30% de la población estaba bajo el umbral de pobreza nacional.

## Ciudades, pueblos y villas*
- Charlestown
- Exeter
- Hopkinton
  - Ashaway (una villa de Hopkinton)

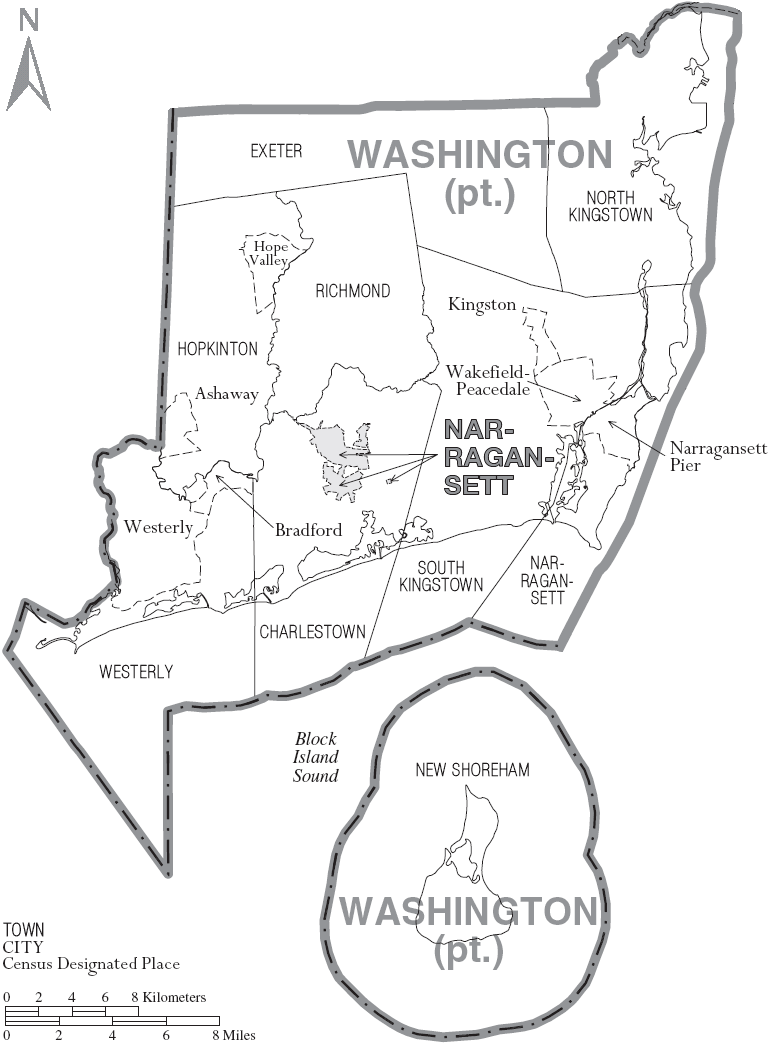
Mapa del condado de Washington, mostrando las localidades y la tribu Narragansett

  - Hope Valley (una villa de Hopkinton)
- Narragansett
  - Gallilee (una villa de Narragansett)
  - Narragansett Pier (una villa de Narragansett)
- New Shoreham (junto con Block Island)
- North Kingstown
  - Wickford (una villa de North Kingstown)
  - Saunderstown (una villa de North Kingstown)
- Richmond
  - Kenyon (una villa de Richmond)
  - Shannock (una villa de Richmond)
  - Usquepaug (una villa de Richmond)
  - Wyoming (una villa de Richmond)
- South Kingstown
  - Kingston (una villa de South Kingstown)
  - Peacedale (una villa de South Kingstown)
  - Wakefield (una villa de South Kingstown)
- Westerly
  - Bradford (una villa de Westerly)
  - Westerly (una villa de Westerly)
  - Watch Hill (una villa de Westerly)

*Algunas villas son lugares designados pro el censo, pero las villas de Rhode Island no tienen legalidad propia aparte de los pueblos en donde se encuentran.